# 彼得·卡帕尔蒂
彼得·卡帕尔蒂（英語：Peter Dougan Capaldi，1958年4月14日—）是一位苏格兰演员、电影导演和编剧。他最知名的演出是在BBC政治喜剧《幕后危机》及衍生电影《灵通人士》中扮演馬爾科姆·圖克。1995年他自编自导的电影《弗朗茨·卡夫卡的美妙人生》赢得了第67屆奧斯卡最佳實景短片獎。他还得过两个英国电影学院奖、兩個克洛楚迪斯獨立電影獎和两个英国喜剧奖。他在长寿电视剧《神秘博士》中扮演第十二任博士。

## 經歷
彼得卡帕爾蒂成長於格拉斯哥一個沒落的公寓住宅區，自小就展現對繪畫與電視電影戲劇的高度興趣與天份。最有名的是他從五歲起便是電視影集《超時空博士》的影迷，他在訪問中講到：「我還小時寫信給BBC，結果製作人送給我一大箱神秘博士的劇本。我從來沒看過劇本，不敢相信他們真的寫了這樣的東西。那對我來說就像是開啟了一扇門。」卡波蒂其後迫不及待讀完劇本，並表演給家人看。
卡波蒂高中於St Ninian’s High School就讀，對藝術的熱情讓他遭受來自學校的霸凌，他曾說過他的年少時光充滿傷痛。
卡波蒂高中畢業後報考中央演講和戲劇學院但沒被錄取，後在一名老師推薦下進入格拉斯哥藝術學院主修平面設計。大學時與好友克雷格·費格斯組了龐克搖滾樂團Dreamboys（費格斯後來在美國發展，成為CBS節目《深夜秀》的主持人）。結束格拉斯哥藝術學院的學業後，彼得卡帕爾蒂在電影《地方英雄》中得到突破性角色。後來他自編自導的短片《弗朗茨·卡夫卡的美妙人生》（Franz Kafka's It's a Wonderful Life）拿下1995年奧斯卡最佳實景短片獎項。在得到奧斯卡殊榮後，他待在美國試圖拍攝正式長度的電影，但被一位傳奇性的製作人拋棄。後來他回到英國發展，捱過一段相當的低潮。後來在BBC政治喜剧《幕后危机》及衍生电影《灵通人士》中扮演馬爾科姆·圖克而成名，此後有相當多的角色找上門，例如《火炬木》的John Frobisher，《演播時刻》的Randall Brown，《柏靈頓》及《柏靈頓2》的Mr. Curry咖哩先生，《地球末日戰》的世界衛生組織（WHO）的醫生，《洩密風雲》的Alan Rusbridger，還有替他打開全球知名度的《神秘博士》的第十二任博士。